# Johannes Kleiman

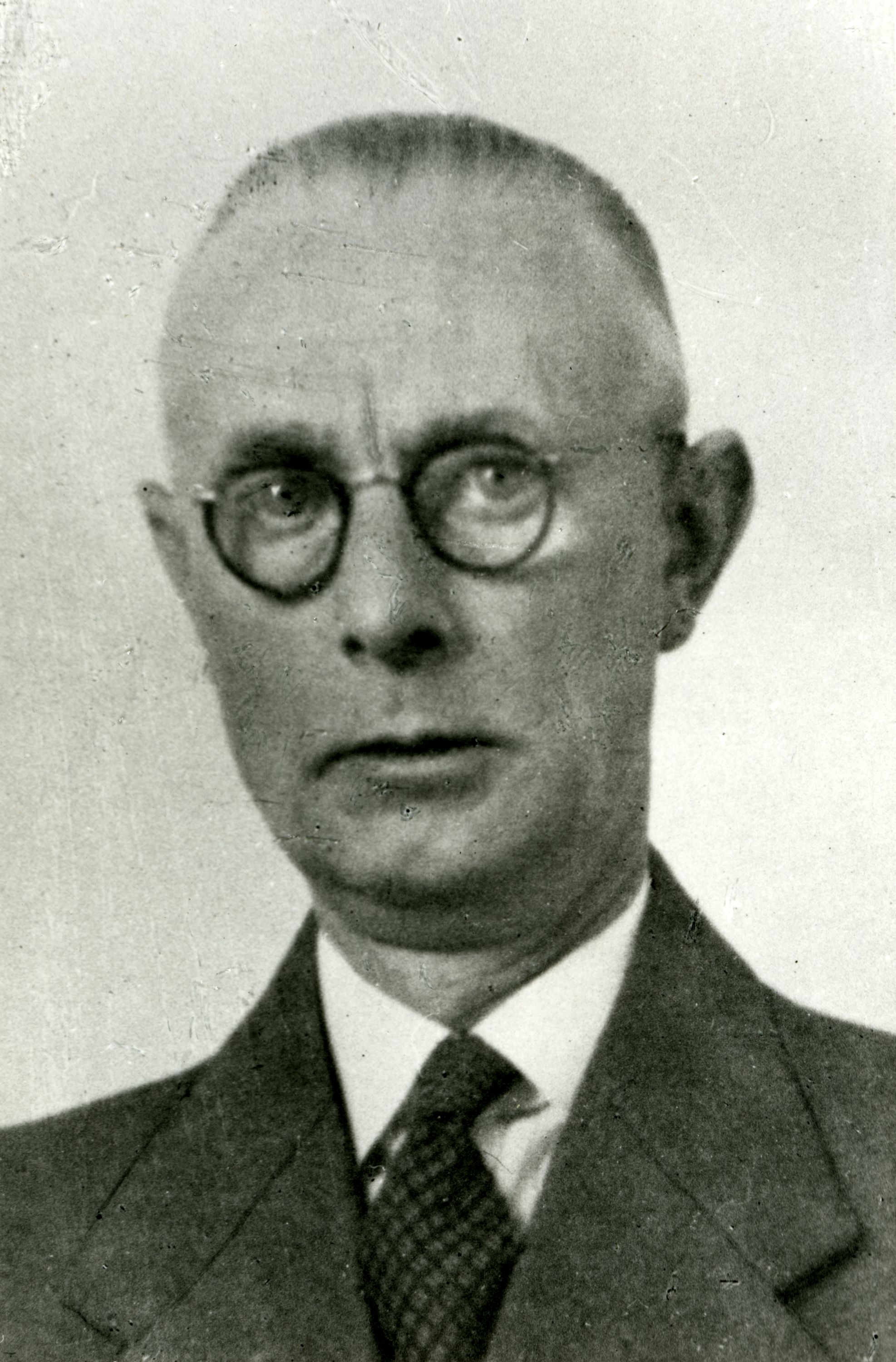
Johannes (Jo) Kleiman

Johannes Kleiman (* 17. August 1896 in Koog aan de Zaan; † 28. oder 30. Januar 1959 in Amsterdam) war ein niederländischer Unternehmer.
Er gehörte zu den Personen, die Anne Franks Familie, der Familie van Pels und Fritz Pfeffer halfen, als diese sich vor den Besatzern der Niederlande zu retten versuchten. Weitere Helfer waren Jan Gies, Miep Gies, Victor Kugler und Bep Voskuijl, die alle Mitarbeiter der Unternehmen Opekta und Pectacon waren.
Bei der Versorgung der Untergetauchten mit Lebensmitteln etc. handelten die Beteiligten unter Lebensgefahr, da sie mit der angedrohten Todesstrafe der Besatzungsmacht rechnen mussten.

## Leben
Johannes Kleiman war mit Otto Frank bekannt, seit dieser in den frühen 1920er-Jahren in Amsterdam eine Bankfiliale gegründet hatte. Er wurde 1923 Prokurist in dieser Filiale, die ihren Sitz in der Keizersgracht 604 hatte. Nachdem diese Filiale bereits 1924 wieder eingegangen war, arbeitete Kleiman ab 1925 im Betrieb seines Bruders Willy. Dessen Firma CIMEX vertrieb Desinfektionsmittel. Im selben Jahr wurde seine Tochter geboren; Kleiman hatte 1923 geheiratet.
1933 gründete Otto Frank wieder eine Firma in Amsterdam, die 1938 in die Prinsengracht 263 umzog. Dort wurde Kleiman Buchhalter von Opekta und Pectacon. Am 18. Dezember 1941 wurde er offiziell Franks Nachfolger in der Leitung der Opekta, da dieser als Jude die Firma nicht mehr führen durfte. Ab dem 6. Juli 1942 lebte die Familie Frank versteckt im Hinterhaus der Prinsengracht 263 und wurde unter anderem von Kleiman versorgt. Dieser litt unter gravierenden Magenproblemen; am 31. März 1943 hatte er eine Magenblutung und im September desselben Jahres musste er operiert werden.
Am 4. August 1944 wurde Kleiman zusammen mit der Familie Frank und seinem Kollegen Kugler verhaftet. Vom Hauptquartier des SD in der Euterpestraat in Amsterdam wurden Kleiman und Kugler zunächst ins Gefängnis am Amstelveenseweg verlegt, vom 7. bis zum 11. September waren sie im Gefängnis an der Weteringschans in Amsterdam. Danach wurden sie ins Durchgangslager Amersfoort überstellt, aus dem Kleiman am 18. September 1944 auf Betreiben des Roten Kreuzes wegen seines schlechten Gesundheitszustandes entlassen wurde.
In der Nachkriegszeit setzte er sich für die Bewahrung des Hauses Prinsengracht 263–267 in Amsterdam als Gedenkstätte ein. Er wurde 1971 im Gedenkort an die Shoa, Yad Vashem, in Israel postum mit dem Titel „Gerechter unter den Völkern“ geehrt.
Von 1952 bis zu seinem Tod in seinem Büro 1959 leitete Kleiman die Firma Opekta. Er unterstützte Otto Frank maßgeblich bei der 1960 erfolgten Gründung des Anne-Frank-Hauses und führte zahlreiche Journalisten sowie andere Besucher durch das ehemalige Versteck im Hinterhaus.